# Artigasus concepcionensis
Artigasus concepcionensis is een vliegensoort uit de familie van de roofvliegen (Asilidae). De wetenschappelijke naam van de soort werd als Asilus concepcionensis in 1932 gepubliceerd door Bromley. De soort werd in 1970 door J.N. Artigas in het nieuwe geslacht Menexenus geplaatst. Die naam was echter een junior homoniem van Menexenus Stål, 1875, en in 2010 publiceerde Hüseyin Özdikmen het nomen novum Artigasus voor dat geslacht, en plaatste ook deze soort daarin.